# Grand Prix Formule 1 van Nederland 1959
De Grand Prix Formule 1 van Nederland 1959 werd gehouden op 31 mei op het circuit van Zandvoort. Het was de derde race van het seizoen.

## Uitslag
| Pos. | Nr. | Coureur                 | Constructeur  | Rondes | Tijd / Oorzaak uitval | Grid | Punten |
| ---- | --- | ----------------------- | ------------- | ------ | --------------------- | ---- | ------ |
| 1    | 7   | Jo Bonnier              | BRM           | 75     | 2:05:26.8             | 1    | 8      |
| 2    | 8   | Jack Brabham            | Cooper-Climax | 75     | + 14.2                | 2    | 6      |
| 3    | 9   | Masten Gregory          | Cooper-Climax | 75     | + 1:23.0              | 7    | 4      |
| 4    | 12  | Innes Ireland           | Lotus-Climax  | 74     | + 1 Ronde             | 9    | 3      |
| 5    | 1   | Jean Behra              | Ferrari       | 74     | + 1 Ronde             | 4    | 2      |
| 6    | 3   | Phil Hill               | Ferrari       | 73     | + 2 Rondes            | 12   |        |
| 7    | 14  | Graham Hill             | Lotus-Climax  | 73     | + 2 Rondes            | 5    |        |
| 8    | 10  | Maurice Trintignant     | Cooper-Climax | 73     | + 2 Rondes            | 11   |        |
| 9    | 16  | Cliff Allison           | Ferrari       | 71     | + 4 Rondes            | 15   |        |
| 10   | 15  | Carel Godin de Beaufort | Porsche       | 68     | + 7 Rondes            | 14   |        |
| DNF  | 11  | Stirling Moss           | Cooper-Climax | 62     | Versnellingsbak       | 3    | 1S     |
| DNF  | 6   | Harry Schell            | BRM           | 46     | Versnellingsbak       | 6    |        |
| DNF  | 2   | Tony Brooks             | Ferrari       | 42     | Olielek               | 8    |        |
| DNF  | 5   | Carroll Shelby          | Aston Martin  | 25     | Motor                 | 10   |        |
| DNF  | 4   | Roy Salvadori           | Aston Martin  | 3      | Motor                 | 13   |        |

## Noot
- Dit was het debuut voor de Britse coureur (en toekomstig Grand Prix-winnaar) Innes Ireland.
- Vijfde Grand Prix-start voor een Nederlandse coureur.
- Dit was de 52ste Grand Prix-start voor Jean Behra, en daarmee ging hij voorbij aan het record van Juan Manuel Fangio (51) als de meest ervaren coureur in Formule 1.
- Eerste pole position, rondes als raceleider, podiumplaats en Grand Prix-winst voor Jo Bonnier en voor een Zweedse coureur.
- Eerste rondes als raceleider voor Masten Gregory.

1948 · 1949 · 1950 · 1951 · 1952 · 1953 · 1955 · 1958 · 1959 · 1960 · 1961 · 1962 · 1963 · 1964 · 1965 · 1966 · 1967 · 1968 · 1969 · 1970 · 1971 · 1973 · 1974 · 1975 · 1976 · 1977 · 1978 · 1979 · 1980 · 1981 · 1982 · 1983 · 1984 · 1985 · 2020 · 2021 · 2022 · 2023 · 2024 · 2025  · 2026